# Armand
Armand je moško osebno ime.

## Izvor imena
Ime Armand je različica moškega osebnega imena Herman.

## Pogostost imena
Po podatkih Statističnega urada Republike Slovenije je bilo na dan 31. decembra 2007 v Sloveniji število moških oseb z imenom Armand: 20.

## Osebni praznik
Osebe z imenom Armand lahko godujejo takrat kot osebe z imenom Herman.